# Barbières
Barbières település Franciaországban, Drôme megyében. Lakosainak száma 1138 fő (2022. január 1.). Barbières Bésayes, Léoncel, Marches, Rochefort-Samson és Saint-Vincent-la-Commanderie községekkel határos.

## Népesség
A település népességének változása:
| Lakosok száma | 507  | 610  | 583  | 710  | 969  | 1013 | 1059 | 1105 | 1128 | 1138 |
|               | 1968 | 1982 | 1990 | 2006 | 2013 | 2015 | 2017 | 2019 | 2020 | 2022 |